# Estela Figueroa
Estela Figueroa (Santa Fe, 12 de agosto de 1946-ibidem, 11 de agosto de 2022) fue una poeta y docente argentina. Su obra destacó por íntima, personal y secreta en el ámbito de la poesía argentina contemporánea.

## Biografía
Estela Figueroa nació el 12 de agosto del año 1946 en la ciudad de Santa Fe, Argentina. En 1985, publicó su primer libro de poesía, Máscaras sueltas, al que le siguió los también poemarios A capella (1991) y La forastera (2007). En 2009, la editorial de la Universidad Nacional del Litoral (UNL) editó sus dos primeros libros bajo el título de Máscaras sueltas/A capella. En el año 2016, el sello editorial Bajo la Luna publicó su obra reunida en el libro El hada que no invitaron. Obra poética reunida 1985-2016.
Además de poesía, publicó los libros de reportaje El libro rojo de Tito (1988) y Un libro sobre Bioy Casares (2006). Estuvo casada con Edgardo Russo y tuvo dos hijas, «Coco» Russo y Virginia Russo. Coordinó talleres de escritura en el pabellón de menores de la cárcel de Las Flores y en la Universidad Nacional del Litoral (UNL). Editó la revista Sin alas y dirigió la revista La Ventana desde su creación, en el año 2001. Además, colaboró en el diario El Litoral y sus poemas aparecieron en diversos medios de la Argentina y el extranjero. Su poemario A capella fue editado y traducido al italiano como Maschere Mobile en el año 1987 por la editorial florenciana Ferri Editora.
Desde el 2001 y durante la pandemia formó parte de proyectos para la promoción de la lectura. Fue parte del ciclo “Semillas de lectura” y del proyecto colectivo “Universos Mínimos”. Sus poemas se incluyen en la serie Poesía ilustrada cuyo objetivo es promover la literatura y la ilustración en las infancias.
Figueroa falleció en Santa Fe el 11 de agosto del año 2022, a los 75 años de edad. Después de su muerte, las autoras argentinas María Teresa Andruetto, Selva Almada, Fernanda García Lao, Graciela Cros y Gloria Peirano, entre otras, expresaron sus condolencias.

## Estilo
Figueroa definió a sus poemas como «Obras pequeñas, escritas en la intimidad y como con vergüenza». En ellos, se conjugan la cotidianidad, lo íntimo, la amistad, la familia y «el fulgor de la trascendencia». Martín Araujo propuso que dentro del poema «La forastera», del poemario homónimo, se hallan los objetos que sobresalen dentro de toda su obra: el tiempo, el insomnio, el sueño, la casa, los cuerpos y la muerte.
La escritora Gloria Peirano definió a la obra de Figueroa como «singularísima» y destacó su concepción de la poesía «como misterio y silencio». El escritor y traductor Jorge Fondebrider, tras su fallecimiento, mencionó que «Durante años, sus poemas fueron algo así como un secreto». Asimismo, igualó a la obra de Figueroa con la de poetas como Mirta Rosenberg, Irene Gruss, Tamara Kamenszain y Susana Cabuchi.

## Homenaje
Fue homenajeada el día 10 de febrero de 2023 en la séptima edición del Festival Poesía Ya! donde se compartieron entrevistas, poesías y anécdotas vinculadas al trabajo creativo de la autora.En el mismo año se inauguró la Biblioteca Estela Figueroa en la Casa de los Gobernadores perteneciente al Ministerio de Cultura de la provincia de Santa Fe. 

## Obra

### Poesía
- Máscaras sueltas (1985)
- A capella (1991)
- La forastera (2007)
- Máscaras sueltas/A capella (2009)
- El hada que no invitaron (2016)

### Reportaje
- El libro rojo de Tito (1988)
- Un libro sobre Bioy Casares (2006)